# 綾瀨有
綾瀨有（日语：／ Ayase Yū，10月3日—），日本女性配音員。I'm Enterprise所屬。出身於宮崎縣。A型血。

## 人物
從小希望成為漫畫家，國中時期目標成為編輯。但在看了動畫《新世紀福音戰士》得知配音員的工作之後，對配音事業有所嚮往。
2012年從日本播音演技研究所畢業，正式成為I'm Enterprise所屬。同期的有小松奈生子、花倉洸幸。
本身是平川大輔的粉絲。在《2.5次元電視》節目與他合作時有著難以隱藏的緊張和害羞。
興趣是讀書。時常因為沉迷所以在該睡覺的時候也是不停地閱讀，她曾希望把自己的家變成書庫。另外在網絡電視《2.5次元電視》中介紹自己推薦的輕小說。

## 演出作品
※粗體字表示說明飾演的主要角色。

### 電視動畫
2013年
- THE UNLIMITED 兵部京介（小孩）

2014年
- 如果折斷她的旗（觀光客B）
- CROSSANGE 天使與龍的輪舞（負責官員）
- 請問您今天要來點兔子嗎？（女性客人C）
- JoJo的奇妙冒險 星塵鬥士（女性售貨員）
- 白銀的意志 ARGEVOLLEN（女性看護師）
- selector infected WIXOSS（老師、女學生）
- Soul Eater Not！（女性客人）
- 超级索尼子 -SUPER SONICO THE ANIMATION-（由美、池畑、篠崎、樂隊成員、大學生、客人B、母親）
- 魔法科高中的劣等生（播音員、三高學生）
- 魔法少女大戰（女高中生B）

2015年
- 青春×機關鎗（女性客人、玩家）
- OVERLORD（接待小姐、吸血鬼新娘）
- 比堅尼戰士（神秘聲音）

2016年
- 蠟筆小新（大姊姊A）
- 在下坂本，有何貴幹？（女學生）
- 半田君傳說（明美、女學生C）
- 氣球狗迪尼（日语：ティニー ふうせんいぬのものがたり）（旁聽人）
- 重裝武器（副官）
- LoveLive！Sunshine!!（女學生）
- 超心動！文藝復興（女學生）

2017年
- MARGINAL#4 由KISS開始創造的Big Bang（女性客B）
- AKIBA'S TRIP -THE ANIMATION-（師傅）
- 高校星歌劇 (第2期)（女性們）
- Frame Arms Girl 骨裝機娘（史蒂蕾特[4]）
- 原子小金剛 起始（高野台惠）
- 人馬小姐不迷茫（羽蛇神·薩絲薩絲索[5]）
- 歡迎來到實力至上主義的教室（網倉麻子）
- THE IDOLM@STER Prologue SideM -Episode of Jupiter-（電台主持人）
- 動畫同好會（女子）
- 結城友奈是勇者 -鷲尾須美之章-（班上同學 等[6]）

2018年
- 刀使之巫女（桐生葉月）
- 平交道時間（詩子[7]）
- 最終休止符 -無止境的螺旋物語-（協會長）
- 雷頓神秘偵探社 ～卡特莉的解謎事件簿～（母親）
- OVERLORD III（接待小姐、小孩）
- 千銃士（貴婦人）
- 刀劍神域 Alicization（村民）
- 中間管理錄利根川（道子）

2019年
- Mysteria Friends（街人C、女學生C）
- RobiHachi（陪酒小姐）
- 偶像活動Friends！ ～閃耀的寶石～（涅維）
- 鑽石王牌 actII（白石彩）
- 黑色五葉草（蕾托爾·貝克蕾爾）

2020年
- 卡片鬥爭!! 先導者（女子播報員）
- 偶像活動 on Parade！（舒奈）
- 異種族風俗娘評鑑指南（休曼穆恩）

2021年
- 工作細胞BLACK（血小板）
- Re:從零開始的異世界生活 2nd season（村民）

### OVA
2014年
- 女王之刃 新妻夢散[注 1]

### 網路動畫
2014年
- Bonjour♪ 戀味點心學園（女學生B、母親B、女性B、觀眾B）

2019年
- FASTENING DAYS 4（小孩〈男孩子〉）

### 遊戲
2013年
- 櫻花莊的寵物女孩
- 幻獸姬（堤豐）
- 皇冠之淚2 霸王的末裔（日语：ティアーズ・トゥ・ティアラII 覇王の末裔）（民眾、群眾 等[部落格 6]）
- 魔法少女大戰 Lock On！（魔法少女）

2014年
- （冰雨[8]）
- 御城 CASTLE DEFENSE（不來方城、櫻尾城、來島城）
- 魔法少女大戰 ZANBATSU（[9]）

2015年
- BraveSword×BlazeSoul（[10]）
- 影牢 ～陷阱女孩～（フウリ·タライ）
- 萬千回憶（千歲）

2017年
- AKIBA'S TRIP Festa！（師傅[11]）
- 御城收藏:RE ～CASTLE DEFENSE～（不來方城、盛岡城、櫻尾城、來島城）[部落格 7]
- 變強了再NEW GAME[12]
- 魔女異聞錄：伊絲塔利亞傳說（[部落格 8]）
- 練愛球園！（史蒂蕾特[13]）

2018年
- 深淵地平線（普羅旺斯、黎塞留、加里波底）
- 八方旅人

2019年
- 問答RPG 魔法使與黑貓維茲（リャーテ）
- 受讚頌者Lost Flag（鈴里）

2022年
- 碧藍航線（卡律布狄斯）

### 廣播劇CD
2013年
- 2.5次元！（岩瀨光〈女版〉）[注 2][14]

2014年
- 尋因異聞錄（蓬）[注 3]
- 在星空中的一隅（2014年，大森玲奈[15]）

2017年
- Frame Arms Girl 骨裝機娘 廣播劇CD（史蒂蕾特）
- Frame Arms Girl 骨裝機娘 廣播劇CD mk-II（史蒂蕾特）
- Frame Arms Girl 骨裝機娘 廣播劇CD mk-III（史蒂蕾特）

2018年
- Frame Arms Girl 骨裝機娘 廣播劇CD mk-IV（史蒂蕾特）
- Frame Arms Girl 骨裝機娘 廣播劇CD mk-V（史蒂蕾特）

2019年
- Frame Arms Girl 骨裝機娘 廣播劇CD：R-1（史蒂蕾特）

2020年
- Frame Arms Girl 骨裝機娘 廣播劇CD：R-2（史蒂蕾特）

### 外語配音

#### 電視影集
| 作品年份 | 作品名稱 | 配演角色          | 演員 | 媒介        |
| -------- | -------- | ----------------- | ---- | ----------- |
| 2013     | Life     | 蒂納、艾力克斯 等 | －   | AXN推理頻道 |

### 廣播節目
※記號表示說明網路廣播。
- Radio Frame Arms Girl（2017年－2018年，HiBiKi Radio Station（日语：HiBiKi Radio Station））※[16]
- Radio Frame Arms Girl改（2018年－播放中，HiBiKi Radio Station）※[17]

### 網路電視
- 2.5次元電視（日语：2.5次元てれび）（第1回：2012年：6月28日－第37回（最終回）：2013年12月26日）[18][19]
- 2.5次元OUT（日语：2.5次元てれび#関連番組）（第1回：2013年2月7日－第25回（最終回）：2013年12月19日）[20]
- BraveSword×BlazeSoul生放送（2016年－）[21]

### 其它
- BraveSword×BlazeSoul 電視廣告《勝利之劍篇》
- 堀江由衣的 旁白[部落格 9]

## 音樂作品

### 角色歌曲
| 發行日期 | 標題                                                               | 名義 | 曲名                                  | 備註                                                              |
| 2017年   | 2017年                                                             | 2017年 | 2017年                                | 2017年                                                            |
| -------- | ------------------------------------------------------------------ | --- | ------------------------------------- | ----------------------------------------------------------------- |
| 5月24日  | 電視動畫《Frame Arms Girl 骨裝機娘》片尾主題曲「FULLSCRATCH LOVE」 | FA Girls | 「FULLSCRATCH LOVE (VERSION 1)」      | 電視動畫《Frame Arms Girl 骨裝機娘》片尾主題曲                    |
| 5月24日  | 電視動畫《Frame Arms Girl 骨裝機娘》片尾主題曲「FULLSCRATCH LOVE」 | FA Girls | 「FULLSCRATCH LOVE (VERSION 2)」      | 電視動畫《Frame Arms Girl 骨裝機娘》片尾主題曲                    |
| 5月24日  | 電視動畫《Frame Arms Girl 骨裝機娘》片尾主題曲「FULLSCRATCH LOVE」 | FA Girls | 「FULLSCRATCH LOVE (VERSION 3)」      | 電視動畫《Frame Arms Girl 骨裝機娘》片尾主題曲                    |
| 6月21日  | Frame Arms Girl 骨裝機娘 音樂專輯 ～轟雷、史蒂蕾特、芭莎菈露多～   | 轟雷（佳穗成美）、史蒂蕾特（綾瀨有）、芭莎菈露多（長江里加）                                                         | 「愛DAYS」                            | 電視動畫《Frame Arms Girl 骨裝機娘》插入歌                        |
| 6月21日  | Frame Arms Girl 骨裝機娘 音樂專輯 ～轟雷、史蒂蕾特、芭莎菈露多～   | FA Girls | 「FULLSCRATCH LOVE(Version 4)」       | 電視動畫《Frame Arms Girl 骨裝機娘》片尾主題曲                    |
| 6月21日  | Frame Arms Girl 骨裝機娘 音樂專輯 ～轟雷、史蒂蕾特、芭莎菈露多～   | FA Girls | 「FULLSCRATCH LOVE(Version 5)」       | 電視動畫《Frame Arms Girl 骨裝機娘》片尾主題曲                    |
| 6月28日  | Frame Arms Girl 骨裝機娘 音樂專輯 ～茉汀莉安姊妹、魔鷲～           | FA Girls | 「FULLSCRATCH LOVE(Version 7)」       | 電視動畫《Frame Arms Girl 骨裝機娘》片尾主題曲                    |
| 6月28日  | Frame Arms Girl 骨裝機娘 音樂專輯 ～茉汀莉安姊妹、魔鷲～           | FA Girls | 「FULLSCRATCH LOVE(Version 9)」       | 電視動畫《Frame Arms Girl 骨裝機娘》片尾主題曲                    |
| 7月5日   | Frame Arms Girl 骨裝機娘 音樂專輯 ～安姬蒂特、迅雷～               | 轟雷（佳穗成美）、史蒂蕾特（綾瀨有）、芭莎菈露多（長江里加）、迅雷（樺山南）、安姬蒂特（山村響）、源內蒼（日笠陽子） | 「My precious…(TV Version)」          | 電視動畫《Frame Arms Girl 骨裝機娘》劇中插入歌曲                  |
| 7月5日   | Frame Arms Girl 骨裝機娘 音樂專輯 ～安姬蒂特、迅雷～               | FA Girls Special | 「FULLSCRATCH LOVE(Special Version)」 | 電視動畫《Frame Arms Girl 骨裝機娘》片尾主題曲                    |
| 2019年   |                                                                    | |                                       |                                                                   |
| 7月24日  | Frame Arms Girl 骨裝機娘 ～吵吵鬧鬧的樂園～ 歌之專輯 -熱唱篇-      | 史蒂蕾特（綾瀨有）                                                                                                   | 「場一致LOVE ENERGY」                 | 電影動畫《Frame Arms Girl 骨裝機娘 ～吵吵鬧鬧的樂園～》相關歌曲   |
| 7月24日  | Frame Arms Girl 骨裝機娘 ～吵吵鬧鬧的樂園～ 歌之專輯 -熱唱篇-      | 轟雷（佳穂成美）、史蒂蕾特（綾瀨有）、芭莎菈露多（長江里加）、迅雷（樺山南）、安姬蒂特（山村響）、源內蒼（日笠陽子） | 「My Precious…」                      | 電影動畫《Frame Arms Girl 骨裝機娘 ～吵吵鬧鬧的樂園～》劇中插入歌 |
| 7月24日  | Frame Arms Girl 骨裝機娘 ～吵吵鬧鬧的樂園～ 歌之專輯 -絕唱篇-      | FA Girls | 「場一致LOVE ENERGY」                 | 電影動畫《Frame Arms Girl 骨裝機娘 ～吵吵鬧鬧的樂園～》劇中插入歌 |

## 腳註

#### 本人官方個人部落格
1. ↑  . 綾瀨有的官方個人部落格. 2013-11-01  [2016-09-22]. （原始内容存档于2021-04-29） （日语）.
2. ↑  . 綾瀨有的官方個人部落格. 2012-08-30  [2016-09-22]. （原始内容存档于2018-09-25） （日语）.
3. 1 2  . 綾瀨有的官方個人部落格. 2013-01-25  [2016-09-22]. （原始内容存档于2018-09-25） （日语）.
4. ↑  . 綾瀨有的官方個人部落格. 2012-07-18  [2016-09-22]. （原始内容存档于2018-09-25） （日语）.
5. ↑  . 綾瀨有的官方個人部落格. 2012-09-04  [2016-09-22]. （原始内容存档于2018-09-25） （日语）.
6. 1 2  . 綾瀨有的官方個人部落格. 2013-11-01  [2016-09-22]. （原始内容存档于2018-09-25） （日语）.
7. ↑  . 綾瀨有的官方個人部落格. 2017-03-04  [2017-05-25]. （原始内容存档于2019-12-19） （日语）.
8. ↑  . 綾瀨有的官方個人部落格. 2017-04-19  [2017-05-25]. （原始内容存档于2019-12-19） （日语）.
9. ↑  . 綾瀨有的官方個人部落格. 2017-04-02  [2017-05-25]. （原始内容存档于2019-12-19） （日语）.

## 外部連結
- I'm Enterprise公式官網的聲優簡介 （页面存档备份，存于） （日語）
- （日語）－綾瀨有的官方個人部落格。
- 綾瀨有的X（前Twitter） （日語）